# Axura
Axura är en ort i Azerbajdzjan.   Den ligger i distriktet Nachitjevan, i den sydvästra delen av landet, 400 kilometer väster om huvudstaden Baku. Axura ligger 1 203 meter över havet och antalet invånare är 1 448.
Terrängen runt Axura är kuperad åt nordväst, men åt sydost är den bergig. Närmaste större samhälle är Qarabağlar, 15,3 kilometer söder om Axura.
Trakten runt Axura består i huvudsak av gräsmarker. Runt Axura är det ganska tätbefolkat, med 86 invånare per kvadratkilometer.